# Janas (mitologia)
Le janas sono una delle più famose figure mitologiche tradizionali della Sardegna.

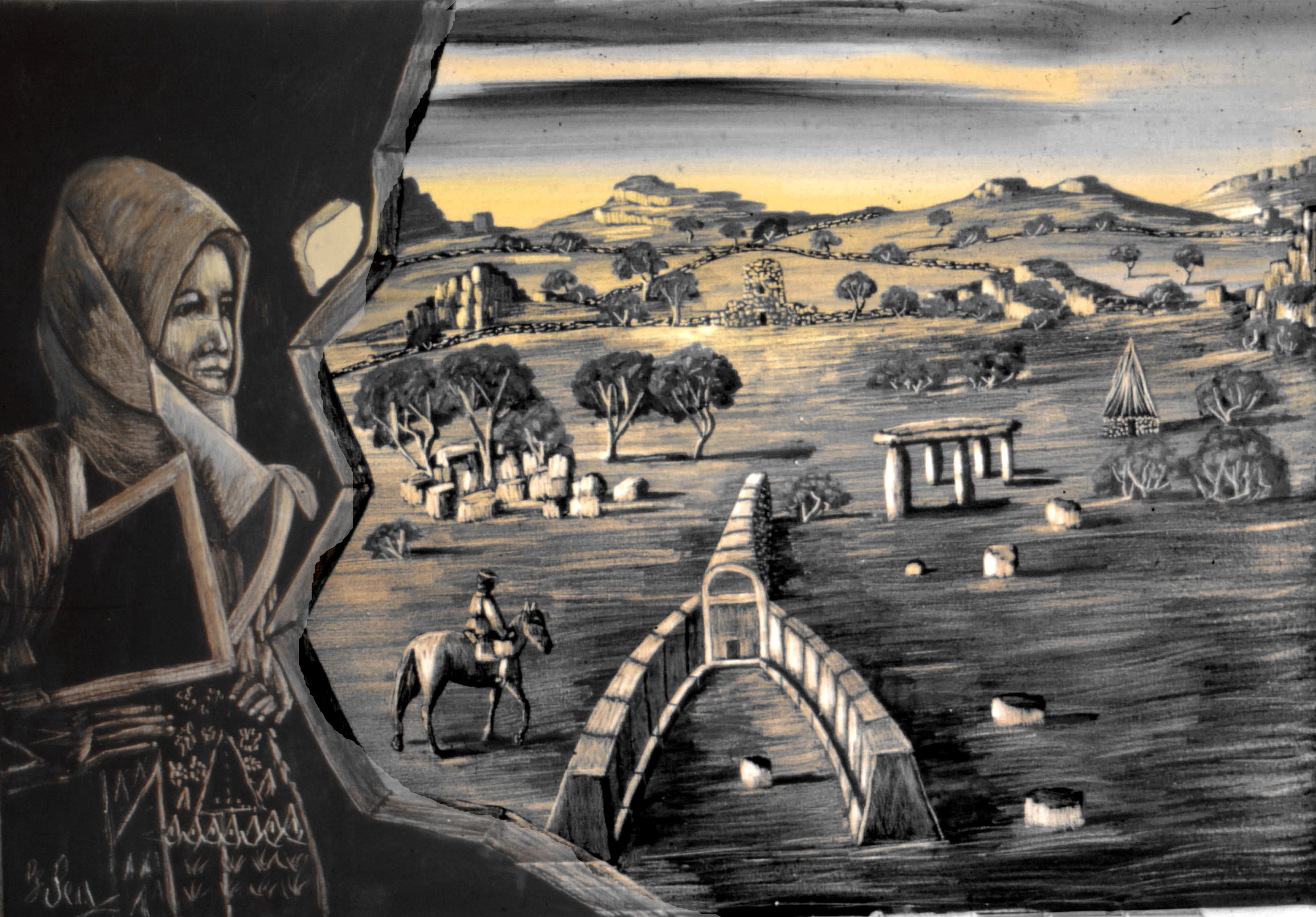
Una Jana, accanto a una tomba dei giganti.

Comunemente intese come fate, di piccola statura, dai tratti delicati e capaci di volare, in alcune aree dell'isola erano invece viste come donne di statura normale e dai poteri magici.

## Caratteristiche
Abitavano nelle domus de janas, che secondo alcuni studi archeologici erano sepolture prenuragiche scavate nella roccia. Secondo certe leggende invece vivevano in cima o dentro ai nuraghi. Si trattava di creature schive, di natura benevola che dispensavano aiuti gratuitamente a chiunque li richiedesse, con una particolare attenzione ai bambini e ai puri di cuore, ma se veniva loro fatto un torto, o semplicemente le si guardava in viso, si trasformavano in esseri estremamente vendicativi e crudeli.

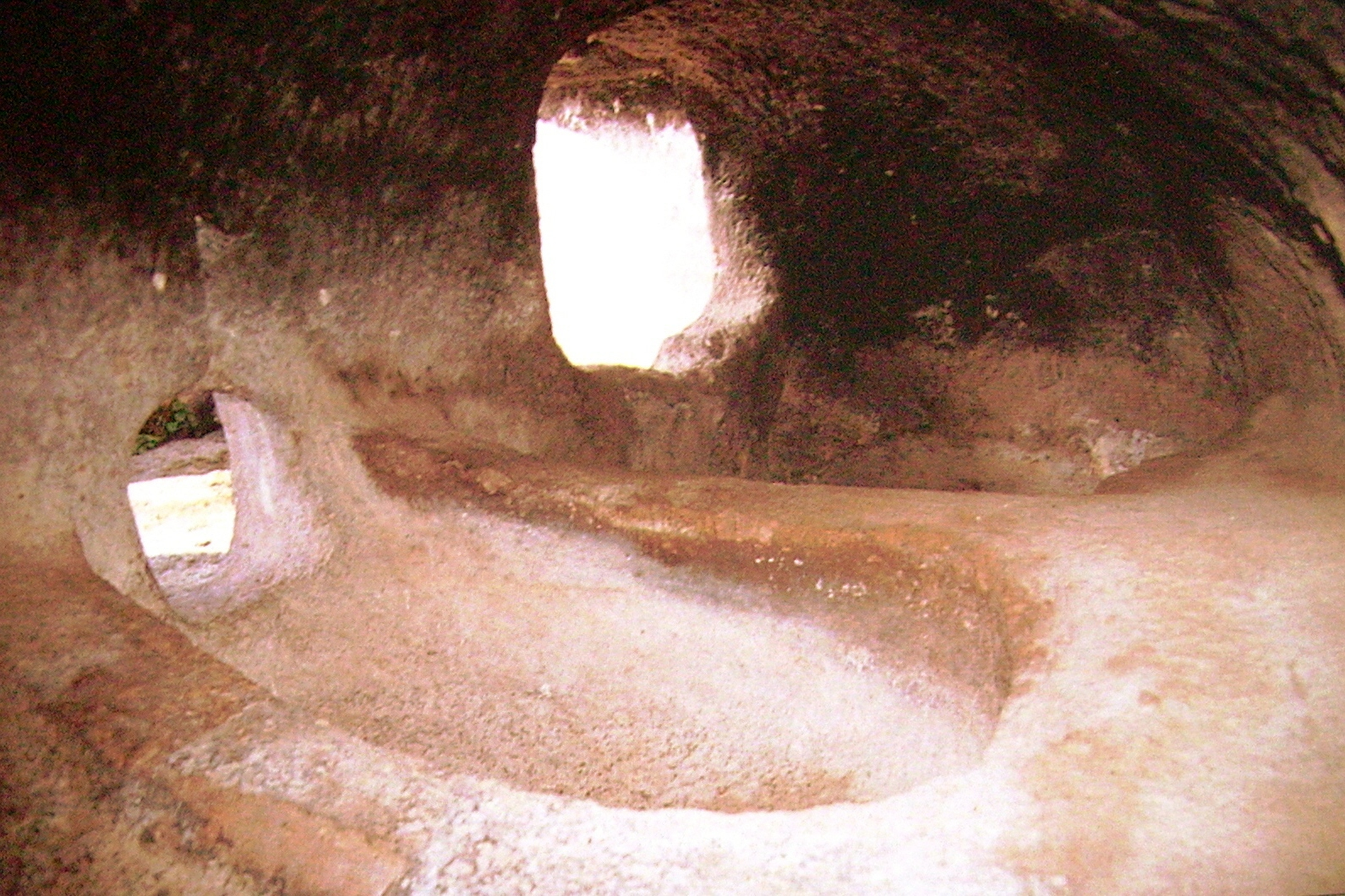
Interno di una domus de janas, loro dimora.

Passavano le loro giornate a tessere con telai magici artefatti composti da preziosi fili d'oro, che occasionalmente potevano donare a chi ne aveva bisogno come amuleto di protezione o di fortuna.

### Etimologia
L'etimologia del termine potrebbe derivare da Janus, il dio romano dal doppio volto, guardiano delle soglie e dei punti di passaggio, sicché le loro dimore, appunto le domus, possono essere concepite come varchi o portali verso l'aldilà o altre dimensioni.
Singolare è poi l'assonanza con le janare della Campania, ossia le streghe del folclore beneventano, che presentano notevoli somiglianze con le janas, e la cui etimologia suggerirebbe anche una parentela con Diana, dea delle selve e della Luna.

## Altri nomi
- Fadas (presso Ozieri, Pattada, Buddusò, Bonorva, Mores e Rebeccu);[4]
- Bajanas o Ajanas (presso Lodine);
- Birghines o Virghines (presso il nuorese).[5]

Da notare che i vari nomi potrebbero indicare anche le varie tipologie di creature, ad esempio il termine Fadas identifica delle donne di statura e sembianze normali che non vivono nelle Domus de Janas ma si confondono tra la gente comune, mentre le Janas propriamente dette sono quelle di piccola statura che vivono nelle suddette Domus.